# Aartsbisdom La Serena
Het aartsbisdom La Serena (Latijn: Archidioecesis Serenensis) is een rooms-katholiek aartsbisdom met als zetel La Serena, de hoofdstad van de Chileense regio Coquimbo. De aartsbisschop van La Serena is metropoliet van de kerkprovincie La Serena, waartoe ook de volgende suffragane bisdommen behoren:
- Copiapó
- Illapel (territoriale prelatuur)

## Geschiedenis
Het aartsbisdom werd opgericht op 1 juli 1840, als bisdom La Serena, uit delen van het aartsbisdom Santiago de Chile, en was suffragaan aan het aartsbisdom Santiago de Chile. Op 20 mei 1939 werd het verheven tot metropolitaan aartsbisdom.

## Parochies
Het aartsbisdom had in 2021 een oppervlakte van 40.579 km2 en telde 691.000 inwoners waarvan 60,9% rooms-katholiek was.

## Ordinarii

### Bisschoppen
- José Agustín de la Sierra Mercado (22 juli 1842 - 31 augustus 1851)
- Justo Donoso Vivanco (10 maart 1853 - 22 februari 1868)
- José Manuel Orrego Pizarro (21 december 1868 - 17 september 1887)
- Florencio Eduardo Fontecilla Sánchez (26 juni 1890 - 1 maart 1909)
  - Guillermo Juan Carter Gallo (hulpbisschop: 15 juni 1893 - 12 juni 1895)
- Ramón Ángel Jara Ruz (31 augustus 1909 - 1 maart 1917)
  - Eduardo Solar Vicuña (hulpbisschop: 8 september 1914 - 19 maart 1920)
- Carlos Silva Cotapos (20 februari 1918 - 14 december 1925)

### Aartsbisschoppen
- José María Caro Rodríguez (14 december 1925 - 28 augustus 1939; later kardinaal)
- Juan Subercaseaux Errázuriz (8 januari 1940 - 9 augustus 1942)
- Alfredo Cifuentes Gómez (5 juni 1943 - 10 maart 1967)
  - Arturo Mery Beckdorf (coadjutor: 27 april 1963 - 1967)
- Juan Francisco Fresno Larraín (28 juni 1967 - 3 mei 1983; later kardinaal)
- Manuel José Bernardino Piñera Carvallo (1 juli 1983 - 29 september 1990)
- Francisco José Cox Huneeus (29 september 1990 - 16 april 1997; coadjutor sinds 22 januari 1985)
- Manuel Gerardo Donoso Donoso (16 april 1997 - 14 december 2013; hulpbisschop sinds 28 juni 1996)
  - Luis Gleisner Wobbe (hulpbisschop: 10 juli 2001 - 21 november 2014)
- René Osvaldo Rebolledo Salinas (14 december 2013 - heden)

## Galerij van afbeeldingen

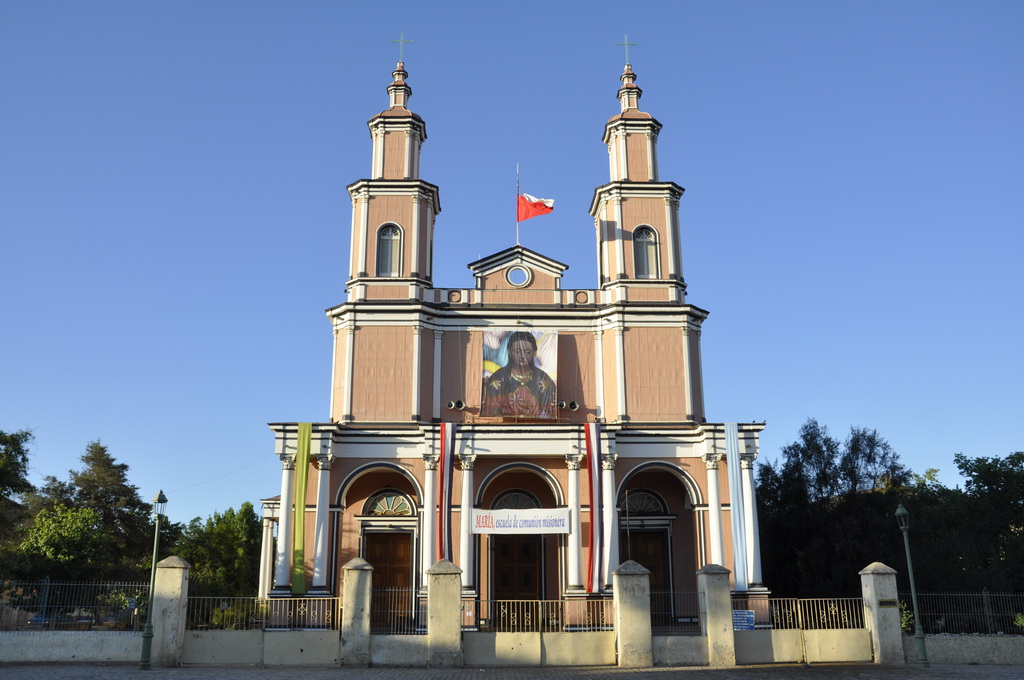
Basiliek Nostra Signora del Rosario in Andacollo
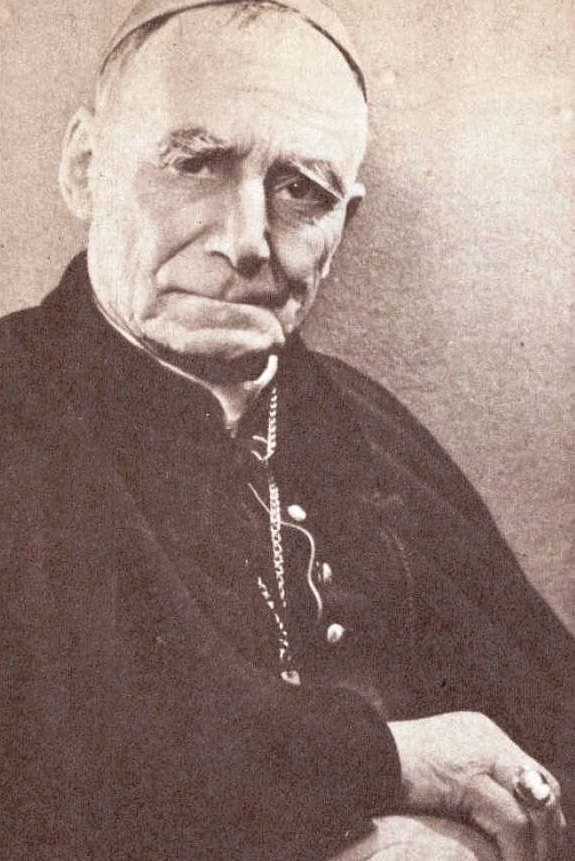
Kardinaal José María Caro Rodríguez
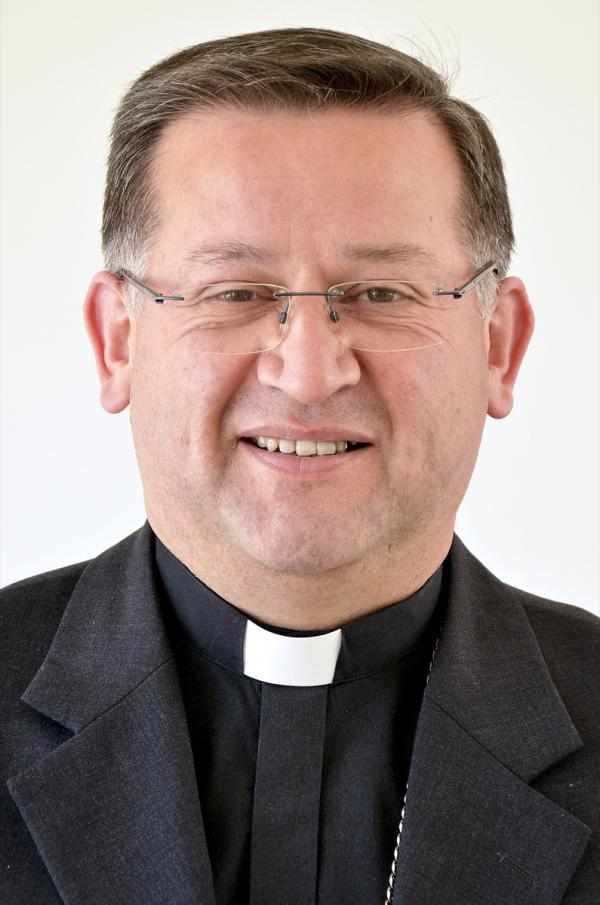
Aartsbisschop René Osvaldo Rebolledo Salinas

La Serena (aartsbisdom) · Copiapó · Illapel (territoriale prelatuur)